# 최권
최권(1981년 ~ )은 대한민국의 배우이다.

## 학력
- 경민대학 연극영화과 졸업

## 출연

### 드라마
- 2019년 Netflix 《킹덤》 ... 동래 군관 역
- 2019년 MBC 《아이템》 ... 김대흥 역
- 2017년 KBS2 《최고의 한방》 ... 최우승을 취조하는 경찰 역
- 2016년 SBS 《푸른 바다의 전설》 ... 약선 역
- 2015년 KBS2 《프로듀사》 ... 신디 로드 매니저 역
- 2013년 MBC 《불의 여신 정이》 ... 강쇠 역
- 2013년 JTBC 《무정도시》 ... 신형사 역
- 2012년 SBS 《맛있는 인생》 ... 배삼봉 역
- 2012년 MBC 《더킹 투하츠》 ... 권영배 역
- 2012년 tvN 《노란 복수초》 ... 민경주 역
- 2011년 MBC 《심야병원》 ... 심야병원에 침입한 남자 역
- 2009년 SBS 《그대, 웃어요》 ... 박경수 역
- 2007년 MBC 《김치 치즈 스마일》 ... 최권 역
- 2007년 tvN 《인어이야기》 ... 이 형사 역
- 2006년 MBC 《오버 더 레인보우》 ... 킹마트(최규호) 역
- 2005년 KBS 《이 죽일놈의 사랑》

### 영화
- 2017년 《리얼》 ... 백 실장 역
- 2014년 《살인자》 ... 청년 역
- 2013년 《뜨거운 안녕》 ... 광삼 역
- 2010년 《페스티발》 ... 인수 역
- 2009년 《거북이 달린다》 ... 표재석 역
- 2007년 《스카우트》 ... 절뚝 1학년 역
- 2006년 《원탁의 천사》 ... 김경수 역
- 2003년 《튜브》 ... 시장 경호 책임자 역

## 광고
- 2006년 피자헛 치즈 바이트 퐁듀 피자

## 바로 가기
- 최권 공식 홈페이지 보관됨 2021-09-25 - 웨이백 머신
- 싸이월드 최권 공식 홈페이지[깨진 링크(과거 내용 찾기)]